# 海恩岑豪森
海恩岑豪森是德国莱茵兰-普法尔茨州的一个市镇。总面积2.22平方公里，总人口290人，其中男性144人，女性146人（2011年12月31日），人口密度131人/平方公里。